# Daymaniyat
L'Archipel de Daymaniyat sont des îles du Golfe d'Oman, au large de la Batinah, dépendante de la région de Mascate du sultanat d'Oman. Elles forment une réserve marine depuis les années 1980 et sont un site de plongée sous-marine réputé.
Une réserve naturelle est située à Wilayat AlSeeb, dans le gouvernorat de Mascate, à environ 18 km au large de la côte de Barka (à 70 km à l’ouest de Mascate, la capitale). Elle est composée de neuf îles d’une superficie totale de 100 hectares. La réserve possède un riche patrimoine naturel et regorge de plusieurs types de récifs coralliens, dont certains assez rares. Elle abrite un grand nombre de tortues de mer qui pondent leurs œufs et y nichent, ainsi qu'un pôle d'attraction pour les oiseaux migrateurs et indigènes.
Localement, les îles portent les noms suivants: Kharabah, Huyoot, Al Jabal Al Kabeer (Um As Sakan). Cette dernière est divisée en deux îles: Um Al Liwahah (Minaret) et Al Jawn, qui comprend trois îles. 